# Schondorf am Ammersee
Schondorf am Ammersee är en kommun och ort i Landkreis Landsberg am Lech i Regierungsbezirk Oberbayern i förbundslandet Bayern i Tyskland.  Schondorf am Ammersee, som för första gången omnämns i ett dokument från år 751, har cirka 4 100 invånare.
Kommunen ingår i kommunalförbundet Schondorf am Ammersee tillsammans med kommunerna Eching am Ammersee och Greifenberg.